# 1921 na música
- Fala baixo, é composto por Sinhô, satirizando o Presidente Artur Bernardes, o que lhe causa problemas.
- Fundação da Banda Nova de Fermentelos.

## Nascimentos
| Data            | Nome             | Profissão                             | Nacionalidade  | Observações | Ref |
| --------------- | ---------------- | ------------------------------------- | -------------- | ----------- | --- |
| 26 de Fevereiro | Betty Hutton     | actriz e cantora                      | Estados Unidos | m. 2007     |     |
| 4 de Março      | Ademilde Fonseca | cantora de choro                      | Brasil         | m. 2012     |     |
| 6 de julho      | Bill Shirley     | ator, cantor e produtor de teatro     | Estados Unidos | m. 1989     |     |
| 30 de Setembro  | Pedro Knight     | músico                                | Cuba           | m. 2007     |     |
| 22 de Outubro   | Georges Brassens | autor de canções, compositor e cantor | França         | m. 1981     |     |
| 15 de dezembro  | Alan Freed       | disk-jockey                           | Estados Unidos | m. 1965     |     |

## Mortes
| Data           | Nome                | Profissão                        | Nacionalidade | Observações | Ref |
| -------------- | ------------------- | -------------------------------- | ------------- | ----------- | --- |
| 16 de Dezembro | Camille Saint-Saëns | compositor, pianista e organista | França        | n. 1835     |     |